# Козак, Николай Васильевич (Герой Украины)
Никола́й Васи́льевич Коза́к (укр. Микола Васильович Козак, позывной — Псих; 2000, Русановцы) — украинский военнослужащий, старший сержант, участник российско-украинской войны. Герой Украины (2024).

## Биография
Николай Козак проживает в селе Русановцы Летичевского района Хмельницкой области. В 18 лет заключил контракт на службу в Вооружённых силах Украины. Участвовал в АТО и ООС на востоке Украины. После завершения службы вернулся к гражданской жизни, однако незадолго до начала полномасштабного вторжения вновь вступил в ряды Вооружённых сил Украины.
Во время российского вторжения в Украину служит в Десантно-штурмовых войсках Вооружённых сил Украины. Отличился в ходе боевых действий: во время наступления на Херсонщине поразил танк и уничтожил две огневые позиции противника. Во время боёв в районе села Верхнекаменское Бахмутского района Донецкой области, после ранения командира роты, принял командование ротой и в течение месяца подразделение удерживало оборону, после чего вышло из окружения.
После ряда ранений продолжает военную службу в 199-м учебном центре Десантно-штурмовых войск Вооружённых сил Украины на должности инструктора, где передаёт свой боевой опыт курсантам.

## Награды
- Звание «Герой Украины» с удостоением ордена «Золотая Звезда» (28 июня 2024) — за личное мужество и героизм, проявленные в защите государственного суверенитета и территориальной целостности Украины, верность военной присяге[2].
- Орден «За мужество» III степени (21 апреля 2022) — за личное мужество и самоотверженные действия, проявленные в защите государственного суверенитета и территориальной целостности Украины, верность военной присяге[3].